# Xabiani Ponce De León
Xabiani Ponce de León, né le 6 novembre 1993 à Oaxaca de Juárez au Mexique, est un acteur, mannequin et chanteur mexicain. Il est surtout connu pour avoir joué de 2013 à 2015 le rôle de Marco dans la série Violetta, une série télévisée argentine produite par Disney Channel.

## Biographie
Xabiani grandit aux côtés de sa mère, n'ayant pas eu la chance de connaître son père (nommé Florencio), qui se sépare très tôt de sa mère. Il est fils unique.
Sa mère est une ancienne productrice de cinéma et de télévision, mais celle-ci met un terme à sa carrière pour s'occuper de son garçon. Ils habitent un peu partout au Mexique avant de s'installer à Mexico. Il y passe très jeune des auditions, aidé par sa mère qui s'y connait dans le métier.  En 2005, à l'âge de onze ans, il mène à onze ans un programme au Mexique pour  Disney nommé Disney club. À dix-huit ans, il apparaît déjà dans plus d'une centaine de spots publicitaires.
En 2011, son interprétation d'Omar Valdés dans la version mexicaine de Skins, Bienvenida Realidad, lui permet d'enfin se faire connaitre du grand public.
En 2012, il enregistre au Brésil le programme Quand la cloche sonne, aux côtés de Stephie Camerana. Il est ensuite choisi pour le rôle de Marco dans la série argentine  Violetta pour la deuxième saison, déménageant ainsi à Buenos Aires.
Du 13 juillet 2013 au 3 mars 2014, il participe avec tous les acteurs de Violetta à une tournée mondiale appelée Violetta En Vivo. 
En 2015 il prend des cours de comédie et abandonne le rôle de Pedro dans la série Soy Luna pour finalement retourner au Mexique. Il y tourne les vidéoclips de deux groupes mexicains :  Guardián de Miró et Un Cajón Para Dos de  Los Románticos de Zacatecas.
Il participe également la même année à plusieurs représentations de la pièce de théâtre mexicaine Juegos de Poder, mise en scène par Beau Willimon, critiquant les élections présidentielles, notamment américaines. Il y joue le rôle de Ben.
Il participe régulièrement à des compétitions de crossfit organisées par la marque Reebok.
En 2017, il sert de model pour la marque American Eagle lors du festival de Bahidora, pour la marque Vans et apparaît dans le Lewis magazine pour présenter diverses marques mexicaines.

## Filmographie
| Année       | Titre                       | Personnage          | Notes                                                                       |
| ----------- | --------------------------- | ------------------- | --------------------------------------------------------------------------- |
| 2005 - 2006 | Disney Club                 | Lui-même/conducteur | Programme de Disney Channel                                                 |
| 2007        | Max Steel Misión Adrenalina | Lui-même            | Film de Televisa y Mattel                                                   |
| 2010        | Confianza                   |                     | Court-métrage                                                               |
| 2010        | La rosa de Guadalupe        | Oziel               | Chapitre : "Mister Narco"                                                   |
| 2011        | Malaventura                 | Figurant            | Début au cinéma                                                             |
| 2011        | Bienvenida realidad         | Omar Valdés         | Personnage secondaire                                                       |
| 2012        | Paramédicos                 | Daniel              | Épisode : "Paciente no. 100" (saison 1, épisode 4)                          |
| 2012        | Cuando toca la campana      | Paul                | Seconde saison. Personnage principal. Série de Disney Channel Latinoamérica |
| 2013        | Réquiem para Inés           | Daniel              | Court-métrage                                                               |
| 2013        | Paradisio                   | Michel              | Protagoniste. Coourt-métrage                                                |
| 2013 - 2014 | Violetta                    | Marco Tavelli       | Personnage. Série de Disney Channel                                         |
| 2016        | Juegos de Poder             | Ben                 | Pièce de théâtre dirigé par Beau Willimon                                   |
| 2017 - 2018 | Kally's mashup              |                     | Série de Nickelodeon et 360 powwow                                          |
| 2017 - 2018 | Como va                     |                     | Film mexicain                                                               |
| 2017 - 2018 | Rosa                        |                     |                                                                             |
| 2017 - 2018 | Canon, así pasa             | Braulio             | Film de Con Madre film                                                      |
| 2017 - 2018 | Cielo Drive                 | Luis                | Personnage prinicipal                                                       |
| 2017        | Una vez a la semana         |                     | Microthéâtre                                                                |
| 2020        | Control Z                   | Ernesto             | Serie Netflix                                                               |

## Vie privée
En décembre 2012, Xabiani se met en couple avec l'actrice et mannequin argentine Mercedes Lambre qu'il a rencontré lors du tournage d'une pub en argentine. Sa relation avec Mercedes prend fin en avril 2015.
Il possède deux chaines youtube et une chaîne vimeo où l'on peut retrouver différents courts métrages fait par ses propres soins. On pouvait autrefois retrouver des covers de divers groupes de rock sur son compte Soundcloud malheureusement la plupart ont été supprimées.
En plus d'être intéressé par le métier d'acteur, Xabiani est passionnée de production, réalisation, musique (il joue de la batterie, de la basse, de la guitare et un peu de piano), photographie et plus généralement d'art. Son rêve est d'être un grand producteur et réalisateur. Il a déjà écrit un scénario mettant en scène la vie privée des stars.

## Discographie
- 2013 : Hoy somos más[2]
- 2013 : Violetta en vivo[3]